# Karl Böse (Politiker)
Karl Böse (* 25. Juli 1940 in Schwerte; † 9. März 2013 in Dortmund) war ein deutscher Politiker und ehemaliger nordrhein-westfälischer Landtagsabgeordneter der SPD.

## Leben und Beruf
Nach dem Besuch der Volksschule und des Gymnasiums mit dem Abschluss Abitur studierte er an der Pädagogischen Hochschule Dortmund. Böse legte die Staatsprüfungen für das Lehramt an Volksschulen ab und war im Schuldienst, zuletzt als Hauptschulrektor in Dortmund, tätig.
Der SPD trat er 1964 bei. Er war in zahlreichen Gremien der Partei tätig. Böse war seit 1962 Mitglied der Gewerkschaft Erziehung und Wissenschaft und seit 1982 Mitglied der IG Metall. Außerdem war er Mitglied der Arbeiterwohlfahrt.
Zudem war Karl Böse fast 30 Jahre lang Mitglied des Aufsichtsrates der gws-WOHNEN Dortmund-Süd eG, dessen Vorsitz er 18 Jahre lang ausübte. Am 25. Juli 2010 schied Böse mit der Vollendung des 70. Lebensjahres aus diesem Gremium aus.

## Abgeordneter
Vom 29. Mai 1980 bis 31. Mai 1995 war Böse Mitglied des Landtags des Landes Nordrhein-Westfalen. Er gehörte dem kommunalpolitischen Ausschuss und dem Verkehrsausschuss an. Er war viele Jahre verkehrspolitischer Sprecher der SPD-Landtagsfraktion. Er wurde jeweils im Wahlkreis 134 Dortmund V direkt gewählt.
Dem Rat der Gemeinde Holzen gehörte er von 1969 bis 1974 und dem Stadtrat der Stadt Dortmund von 1975 bis 1979 an.